# Међукултурна психологија
Међукултурна психологија је грана психологије која се бави проучавањем утицаја културних фактора на психолошке димензије. Циљ ове психологије је утврђивање универзалног и специфичног понашања у различитим културама и њиховог утицаја на људско понашање, породично окружење, друштвена искуства, образовање итд. Интеркултурална психологија повезана је са културном психологијом, чија је основна идеја да су култура и ум неодвојиви, па не постоје универзални закони по којима би ум функционисао. У свим својим активностима људи се ослањају на своје вредности, емоције, стратегије и циљеве који су обликовани властитим културним искуством. Следствено томе, то значи да је психолошке теорије засноване у једној култури тешко применити у другој култури.
Између културне и међукултурне психологије постоје битне концептуалне, теоријске и методолошке разлике. Зачеци интеркултурне психологије могу се пронаћи већ 1860. године у радовима Lazarusа и Steinthal's објављеним у часопису Zeitschrift für Völkerpsychologie und Sprachwissenschaft [енг.Journal of Folk Psychology and Language Science], док се културна психологија почела развијати нешто касније, почетком 19. века.
Међукултурна психологија истражуифичне културе и њихове карактеристике, па се више фокусира на статичке аспекте културе. Међукултурна психологија упоређује различите културе и више се фокусира на динамичке аспекте културе, што јој истовремено омогућава откривање универзалних закона и образаца понашања. је спец

## Концепт културе
У ширем смислу, култура је целокупно друштвено наслеђе групе људи или. научени обрасци размишљања, осећања и понашања групе, заједнице или друштва. Концепт културе се у културној психологији користи у два контекста. Први се односи на културу као било коју врсту информација коју чланови исте врсте стичу друштвеним учењем и која може утицати на понашање појединца. У другом контексту, култура је група људи који живе у истом друштвеном контексту и изложени су сличним институцијама, баве се сличним активностима и редовно међусобно комуницирају.
Како светско становништво брзо расте и нове технологије стварају нове везе међу нама, културни контексти суочавају се са непредвидивим последицама. Стога ће преговори са овим мултикултуралним светом и дубинско проучавање међултурне психологије бити изузетно потребни да се истражи како се култура и појединци обликују.

## Историја
Људи су одавно били свесни разлика између понашања људи различитих култура, али се међукултурна психологија као наука појавила тек крајем 19. и почетком двадесетог века. Рани радови у интеркукултурној психологији приказани су од стране Lazarus and Steinthal's у часопису Zeitschrift für Völkerpsychologie und Sprachwissenschaft [енг.Journal of Folk Psychology and Language Science], који је почео да излази 1860. године.
Емпиријски оријентисаније истраживање касније је спровео Williams H. R. Rivers (1864 –1922) који је покушао да измери интелигенцију и сензорну оштрину староседелаца настањених у области Торесових теснаца, који се налази између Аустралије и Нове Гвинеје.
Отац модерне психологије, Вилхелм Вундт, објавио је десет томова кпод називом Völkerpsychologie (нека врста историјски оријентисане културне психологије), али су ти томови имали само ограничен утицај на енглеском говорном подручју. Вундтов студент Franz Boas, антрополог са Универзитета Колумбиа, мотивисао је неколико својих студената, попут Рут Бенедикт и Маргарет Мад, да проучавају психолошке појаве у незападним културама, попут Јапана, Самое и Нове Гвинеје. Они су констатовали огромну културолошку варијабилност многих психолошких феномена, изазивајући тако психологе да докажу интеркултуралну ваљаност својих омиљених теорија.
Значајно достигнуће било је дело Френсиса Галтона и његове еугенике, у којој се тврдило да постоје људске расе које су јаче и имају бољу способност преживљавања од других. Ову теорију су, на пример, присвојили нацисти током Другог светског рата.
Међутим, концепт интеркултурне психологије као научне дисциплине настао је 1960-их у време када су се појавилеи многе друге интердисциплинарне науке.
Године 1969. интеркултурална психологија је уведена као научна дисциплина, захваљујући часопису Journal of Cross-Cutlural Psychology. Истреаживања су углавном вршили научници из САД и Канаде (John W.Berry, Gustav Jahoda, William W.Lambert и други). Тада је интеркултурална психологија почела да се шири по целом свету захваљујући формирањем читаве мрежа стручњака. Њено ширење довело је и до оснивања Међународног удружења за међукултурну психологију (ИАЦЦП). Прва конференција ове организације одржана је у Хонгконгу 1972. године. 

## Дефиниција
Две дефиниције поља истраживања интеркултурне психологије укључују:
- „научно проучавање људског понашања и његово преношење, узимајући у обзир начине на које понашање обликују и утичу друштвене и културне силе“[9]
- „емпиријско проучавање припадника различитих културних група који су имали различита искуства која доводе до предвидљивих и значајних разлика у понашању “.[тражи се извор]

Како се култура, као целина, такође се може дефинисати као „заједнички начин живота групе људи,“ за разлику од социолога, већина интеркултурних психолога не повлачи јасну границу раздвајања између друштвене структуре и културног уверења.

## Значај
Пошто су годинама давали приоритет европским и северноамеричким истраживањима, западни истраживачи почели су да се питају да ли би се многа запажања и идеје за које се некад веровало да су универзалне могле применити на културе изван ових подручја. Да ли би њихови налази и претпоставке о људској психологији могли бити пристрасни на основу узорка из којег су извучена њихова запажања?
Међукултурни психолози раде на исправљању многих предрасуда које могу постојати у тренутном истраживању и утврђивању да ли се феномени који се појављују у европским и северноамеричким културама појављују и у другим деловима света.
На пример, само нека од питања која би међукултурни психолог могао истражити су.:
- Како би се нешто попут друштвеног сазнања могло разликовати од индивидуалистичке културе попут Сједињених Америчких Држава наспрам колективистичке културе попут Кине.
- Да ли се људи у Кини ослањају на исте друштвене знакове као и људи у САД?
- Које културне разлике могу утицати на то како људи перципирају једни друге?

## Главне теме интеркултуралне психологије
- Емоције
- Стицање језика
- Развој детета
- Личност
- Социјално понашање
- Породични и друштвени односи.

## Приступи
Приликом истраживања и упоређивања различитих култура, истраживачи користе два приступа:
Етички приступ, који проучава културу из перспективе "аутсајдера", примењујући један "универзални" скуп концепата и мерења на све културе.
Емички приступ, који проучава културу користећи „инсајдерску“ перспективу, анализирајући концепте у специфичном контексту посматране културе.
Неки интеркултурни психолози у истраживањима примењују комбиновани емичко-етички приступ.
У међувремену, неки међукултурни психолози такође проучавају на начин познаткао етноцентризам.
Етноцентризам, који се односи на тенденцију да користите своју властиту културу као стандард за процену и процену других култура. 6  Другим речима, заузети етноцентрично гледиште значи користити своје разумевање сопствене културе да бисте проценили шта је „нормално“. Ово може довести до пристрасности и тенденције да се културне разлике посматрају као абнормалне или у негативном светлу. Такође може отежати сагледавање како ваша културна позадина утиче на ваше понашање.
Међукултурни психолози често разматрају како етноцентризам утиче на наше понашање и мисли, укључујући и начин на који комуницирамо са појединцима из других култура.
Психолози су такође забринути како етноцентризам може утицати на процес истраживања. На пример, такве студија би се могла критиковати због етноцентричне пристрасности.

## Разлика између међукукултуралне и других грана психологије
- Многе друге гране психологије фокусирају се на то како родитељи, пријатељи и други људи утичу на људско понашање, али већина не узима у обзир снажан утицај који култура може имати на појединачне људске поступке.
- С друге стране, интеркукултурна психологија је усредсређена на проучавање људског понашања на начин који узима у обзир ефекте културе.
- Према Валтеру Ј. Лонеру, који пише за Eye on Psi Chi, интеркукултурна психологија се може посматрати као врста методологије истраживања, а не као потпуно засебно поље у психологији.[13]

## Истраживање и примена

### Рад и организација
Кроз разлике у перцепцији, спознаји, нормама, ставовима, мотивима и вредностима, разлике међу културама утичу и на радне и организационе процесе. Налази истраживања на ову тему могу се користити при избору особља, отварању нових радних мјеста и преговарању те рјешавању сукоба на радном месту. Експанзија мултинационалних корпорација и миграција милиона радника из сиромашних у развијене земље резултирали су изразито хетерогеном радном снагом у неким земљама. Међукултуралне разлике су веома важне у случају избора кандидата који долазе из друге културе и у избору и обуци кандидата за посао у другој култури.
Културе се такође разликују у областима управљања, које укључују постављање циљева, планирање, надзор организације, обуку и мотивисање запослених. Тако, нпр. критиковање сарадника толерисано у Шведској је веома неприкладно и непожељно у САД. На основу доступних истраживања можемо закључити да је појава сукоба на радном месту чешћа у интеркултуралним него у интракултурним ситуацијама. Стратегије и методе решавања сукоба су углавном културно универзалне или. могу се користити у различитим културама.
Кроз разлике у перцепцији, спознаји, нормама, ставовима, мотивима и вредностима, разлике међу културама утичу и на радне и организационе процесе. Налази истраживања на ову тему могу се користити при избору особља, отварању нових радних мјеста и преговарању те рјешавању сукоба на радном месту. Експанзија мултинационалних корпорација и миграција милиона радника из сиромашних у развијене земље резултирали су изразито хетерогеном радном снагом у неким земљама. Међукултуралне разлике су веома важне у случају избора кандидата који долазе из друге културе и у избору и обуци кандидата за посао у другој култури.
Културе се такође разликују у областима управљања, које укључују постављање циљева, планирање, надзор организације, обуку и мотивисање запослених. Тако, нпр. критиковање сарадника толерисано у Шведској је веома неприкладно и непожељно у САД. На основу доступних истраживања можемо закључити да је појава сукоба на радном месту чешћа у интеркултуралним него у интракултурним ситуацијама. Стратегије и методе решавања сукоба су углавном културно универзалне или. могу се користити у различитим културама.
Једна од димензија којој је потребна посебна пажња у међукултурним поређењима у области рада и организације је колективизам или. индивидуализам. Док је индивидуализам (у радној ситуацији, на пример, стављање сопствених интереса и одговорности на прво место) карактеристичан углавном за развијене западне земље, колективизам (у радној ситуацији, на пример, фокус на групне циљеве и подређивање сопствених интереса групним) је карактеристика брзорастућих економија. Далекоисточне земље попут Јапана, Јужне Кореје, Хонг Конга и Тајвана.

### Психолошко тестирање
Многи различити аутори кроз историју психологије дефинишу интелигенцију на различите начине, па се поставља питање мерења или. процењивање интелигенције, посебно у различитим културама. Све веће признање да неке културе не деле наш западњачки појам интелигенције помаже нам да схватимо да су културне варијације веома важне у процени исте.
С обзиром на ово, чини се разумним нагласити у међукултурним истраживањима посебне дефиниције интелигенције у одређеним културама. У поређењу са источним (Кина) и западним (Аустралија) поимањем интелигенције, истраживања су открила да Кинези стављају већи нагласак на прагматизам, осећај одговорности и друштвену свест. препознавање и разумевање емоција, потреба и брига других људи укључених у друштвену заједницу. Међу људима из Баганде који живе у Уганди, појам интелигенције или обугези заснован је на способности појединца да размишља и размишља, а преферира се спорост, за разлику од западњачког појма интелигенције, за који је кратко време задатка кључно.
Један од важних аспеката интеркултуралног тестирања когнитивних способности је ИК, на који је такође доказан утицај културних фактора. Истраживања показују значајно веће резултате код јапанске деце, а резултати такође показују да 10% тестиране јапанске деце има ИК већи од 130, док је тако висок резултат много ређи код америчке деце. Међутим, и даље остаје питање да ли су нижи или нису. виши резултати резултат су урођених разлика у интелигенцији или једноставно одражавају различите културне могућности.
Још једна културна разлика на коју тест мора бити осетљив је време. Иако је вријеме рјешавања кључно за наш, западни појам културе, друге културе не дијеле нужно ову идеју брзог извршења као врлину. Као најприкладнији тест за интеркултурално тестирање интелигенције, истраживачи истичу Равенове прогресивне матрице које мере невербалне когнитивне способности појединца. Коришћењем такозваних тестова сајмова културе избјегли смо проблеме везане за језик и вријеме, али и даље постоји проблем мотивације и односа према тестирању, а на имплементацију могу утицати и варијабилност окружења или. утицаји на животну средину.